# Yang Se Chan
Yang Se Chan en hangul, 양세찬; en hanja, 梁世燦; Dongducheon, 8 de diciembre de 1986) es un comediante surcoreano.

## Biografía
Es hijo de Hong Sung Ran y Yang Sang Jae, su hermano mayor es el comediante surcoreano Yang Se Hyung.[cita requerida]
El 11 de febrero de 2022 su agencia anunció que había dado positivo por COVID-19 después de tener contacto cercano con un caso positivo. Por lo que se encontraba en cuarentena y tomando las medidas necesarias para recuperarse.

## Carrera
Es miembro de la agencia SM C&C.
En octubre de 2015 apareció por primera vez como invitado en el exitoso programa de televisión surcoreano Running Man durante el episodio n.º 321 donde formó equipo con Ji Suk Jin y Lee Kwang Soo, poco después apareció nuevamente como invitado ahora durante el episodio no.323 formando equipo con Ji Suk Jin. El 3 de abril de 2017 se anunció que Se Chan y la actriz Jeon So Min se unirían al elenco de Running Man como «Compañeros de Running».
En 2016 se unió como copresentador del programa We Got Married.
En el 2017 participó junto a Jeon So-min en el programa Living Together in Empty Room.

## Filmografía

### Programas de televisión
| Año                  | Programa                                           | Notas                                                                               |
| -------------------- | -------------------------------------------------- | ----------------------------------------------------------------------------------- |
| 2021 - presente      | Racket Boys                                        | miembro                                                                             |
| 2020 - presente      | Three Idiots                                       | miembro                                                                             |
| 2020 - presente      | Fly Shoot Dori — New Beginning                     | co-presentador - junto a Kim Jong-kook                                              |
| 2017 - presente 2016 | Running Man                                        | episodio #346 - presente episodios #321 y #323 (invitado)                           |
| 2019                 | Scene’s Quiz                                       | miembro                                                                             |
| 2019                 | Love Me Actually (Fool’s Romance)                  | miembro                                                                             |
| 2018 - 2019          | Law of the Jungle in Northern Mariana Islands      | episodio #344-348 (miembro)                                                         |
| 2018                 | My Brain-fficial                                   | invitado - (Ep. #2)                                                                 |
| 2017                 | Living Together in Empty Room                      | (Ep. #1-4) - junto a Jeon So-min - miembro                                          |
| 2017                 | Battle Trip                                        | participó con Lee Yong-jin - ep. #37-38                                             |
| 2016                 | King of Mask Singer                                | juez invitado - ep. #79-80                                                          |
| 2016                 | We Got Married                                     | co-presentador episodio #338 "Chuseok Special" - junto a Park Na-Rae - participante |
| 2016                 | A Man Who Feeds The Dog 2 (개밥 주는 남자 2)       | miembro                                                                             |
| 2016                 | My Little Old Boy (Mom's Diary - My Ugly Duckling) | 4 episodios - (Ep. 43, 53, 55, 57) - invitado                                       |

### Series de televisión
| Año  | Programa        | Notas                |
| ---- | --------------- | -------------------- |
| 2019 | Top Star U-back | (aparición especial) |

## Premios y nominaciones
| Año  | Categoría                           | Premio                       | Programa              | Resultado |
| ---- | ----------------------------------- | ---------------------------- | --------------------- | --------- |
| 2021 | Top Excellence Award (Talk/Variety) | SBS Entertainment Award      | Running Man           | Ganó      |
| 2019 | Excellence Award (Show/Variety)     | 2019 SBS Entertainment Award | Running Man           | Ganó      |
| 2018 | Best Teamwork                       | 12th SBS Entertainment Award | Elenco de Running Man | Ganaron   |
| 2016 | Male Rookie Award in Variety Show   | MBC Entertainment Award      | We Got Married        | Nominado  |
| 2008 | Excellence Comedy Award             | SBS Entertainment Award      | -                     | Ganó      |